# Groupe de NGC 772
Le groupe de NGC 772 comprend au moins quatre galaxies situées dans la constellation du Bélier. La distance moyenne entre ce groupe et la Voie lactée est d'environ 31,6 Mpc (∼103 millions d'al).

## Membres
Le tableau ci-dessous liste les quatre galaxies du groupe indiquées dans l'article de A.M. Garcia paru en 1993.    
| Nom      | Class.  | Type                  | α (J2000.0)   | δ (J2000.0) | Vitesse radiale (km/s) | m     | Distance (Mpc) | Dimension (kal) |
| -------- | ------- | --------------------- | ------------- | ----------- | ---------------------- | ----- | -------------- | --------------- |
| NGC 770  | E3?     | Elliptique            | 01h 59m 13.6s | 18° 57′ 17″ | 2473 ± 2               | 12,8  | 32,4 ± 2,3     | 36              |
| NGC 772  | SA(s)b  | Spirale               | 01h 59m 19.6s | 19° 00′ 27″ | 2472 ± 3               | 10,3  | 32,4 ± 2,3     | 204             |
| UGC 1519 | Sdm?    | Spirale magellanique  | 02h 02m 16.9s | 19° 10′ 47″ | 2349 ± 1               | ?     | 32,8 ± 2,3     | 51              |
| UGC 1546 | SAB(s)c | Spirale intermédiaire | 02h 03m 20.2s | 18° 37′ 47″ | 1368 ± 6               | 14,21 | 31,0 ± 2,2     | 36              |

Le site DeepskyLog permet de trouver aisément les constellations des galaxies mentionnées dans ce tableau ou si elles ne s'y trouvent pas, l'outil du site constellation permet de le faire à l'aide des coordonnées de la galaxie. Sauf indication contraire, les données proviennent du site NASA/IPAC.